# Stealing Sinatra
Pour plus de détails, voir Fiche technique et Distribution.
Stealing Sinatra est un film américain réalisé Ron Underwood et sorti en 2002. Le film, qui met en scène William H. Macy et David Arquette, raconte l'enlèvement de Frank Sinatra Jr., fils de Frank Sinatra.
Après sa présentation au festival du film de Sarasota, il est diffusé aux Etats-Unis sur la chaine Showtime. Il n'a pas été distribué en France.

## Synopsis
En décembre 1963, une bande de criminels menée par Barry Keenan kidnappe le fils de Frank Sinatra, Frank Sinatra Jr., alors âgé 19 ans.

## Fiche technique
Sauf indication contraire, les informations mentionnées dans cette section peuvent être confirmées par la base de données cinématographiques IMDb,  présente dans la section « Liens externes ».
- Titre original : Stealing Sinatra
- Réalisation : Ron Underwood
- Scénario : Howard Korder
- Musique : John Powell
- Direction artistique :
- Décors : Katterina Keith
- Costumes : Karen L. Matthews
- Photographie : Brian Pearson
- Montage : Tina Hirsch
- Production : Rose Lam

Producteurs délégués : David J. Collins et Ron Ziskin
- Sociétés de production : Showtime et Ron Ziskin Productions Inc.
- Société de distribution : Showtime Networks (États-Unis)
- Budget : N/A
- Pays de production :  États-Unis
- Langue originale : anglais
- Format : couleur
- Genre : comédie policière, biographie
- Durée : 96 minutes
- Dates de sortie[1] :
  - États-Unis : 24 janvier 2003 (festival de Sarasota)
  - États-Unis : 22 avril 2004 (1re diffusion TV sur Showtime)
- Classification[2] :
  - États-Unis : R

## Distribution
- David Arquette : Barry Keenan (en)
- William H. Macy : John Irwin
- James Russo : Frank Sinatra
- Ryan Browning : Joe Amsler
- Thomas Ian Nicholas : Frank Sinatra Jr.
- Sam McMurray : l'agent Stamek
- Eric Johnson : Dean Torrence
- Michael Coristine : Jan Berry
- Gillian Barber : Mary Keenan
- Matthew Bennett : l'agent Flett
- Deanna Milligan (en) : Betty Amslet
- Kevin McNulty : James Mahoney
- Ron Chartier : James Irwin
- Desiree Zurowski : Sue Irwin
- Colin Cunningham : John Foss
- Catherine Barroll : Nancy Sinatra
- Angelika Libera : Nancy Sinatra Jr.
- Evangeline Lilly : un mannequin dans la pub

## Production
Le tournage a lieu à Vancouver.

## Distinctions
- Primetime Emmy Awards 2004 : nomination au prix du meilleur acteur dans un second rôle dans une mini-série ou un téléfilm pour William H. Macy[4].
- Online Film and Television Association Awards 2004 : meilleur acteur dans un second rôle dans une mini-série ou un téléfilm pour William H. Macy
- Satellite Awards 2005 : nomination au prix du meilleur acteur dans un second rôle dans une série télévisée pour William H. Macy